# Jacomina van den Berg
Pour les articles homonymes, voir van den Berg.
Jacomina Elizabeth Sophia van den Berg, née le 28 décembre 1909 à La Haye et morte le 14 novembre 1996 à La Haye, est une gymnaste artistique néerlandaise.

## Carrière
Jacomina van den Berg remporte aux Jeux olympiques d'été de 1928 à Amsterdam la médaille d'or du concours général par équipes féminin.